# Manga Sewa
Manga Sewa, mort en 1884, est le chef suprême des Jalonkés lors de la Sierra Leone britannique. 
Plutôt que d'être capturé par les armées de Samory Touré, il se donne la mort après avoir tué sa famille et des hauts dignitaires.

## Biographie
Manga Sewa est né à Falaba de parents Jalonkés, dans le royaume de Solimana alors en Sierra Leone britannique. Son père est alors le chef suprême du Solimana. Sa capitale, Falaba, se trouve sur les riches routes commerciales menant à la côte.
À la mort de son père en 1862, il lui succède comme chef suprême du Solimana.
Samory Touré qui étend son influence autour de Beyla s'auto-proclame en 1878 faama (chef militaire) de l'empire wassoulou. En 1884, il prend le titre d'Almamy, c'est-à-dire de commandant des croyants. En février de la même année, il envahit le nord-est de la Sierra Leone, avec son armée mandingues. 
N'fa Ali, général de Samory Touré, détruit de nombreux villages du royaume de Manga Sewa et assiège la capitale, Falaba. Les Jalonkés résistent durant cinq mois sont victimes de la faim. Manga Sewa envoie alors son jeune frère, Dugu, en mission secrète pour obtenir de l'aide du peuple Kuranko, mais Dugu est capturé et exécuté.
Refusant de se rendre, Manga Sewa décide alors d'appeler l'ensemble de sa famille, ses proches et plusieurs notables de son peuple dans le magasin de poudre. Il y plonge une torche enflammée...